# Kalyra
Kalyra is een geslacht van rechtvleugeligen uit de familie Mogoplistidae. De wetenschappelijke naam van dit geslacht is voor het eerst geldig gepubliceerd in 1983 door Otte & Alexander.

## Soorten
Het geslacht Kalyra omvat de volgende soorten:
- Kalyra gililpi Otte & Alexander, 1983
- Kalyra goparinga Otte & Alexander, 1983
- Kalyra karka Otte & Alexander, 1983
- Kalyra mjobergi Chopard, 1925
- Kalyra pillanda Otte & Alexander, 1983